# اندیس آنومالی کوه گر ۱
آنومالی کوه گر ۱ یک اندیس فلزی است که در حوالی شهر داورزن استان خراسان قرار دارد و مادهٔ معدنی موجود در آن، طلا است.سنگ میزبان این اندیس داسیت است  